# Ron Wagner
Pour les articles homonymes, voir Ron Wagner (homonymie).
Ron J. Wagner est un dessinateur de bandes dessinées et notamment pour les BD : The Punisher et Batman: Legends of the Dark Knight. Il est également artiste de storyboard d'animation, concepteur de jeux et portraitiste. Il a fréquenté l'école de dessin animé et d'art graphique Joe Kubert, dans une classe qui comprenait également Lee Weeks, Andy Kubert et Adam Kubert.